# دنیس هو
دنیس هو (انگلیسی: Denise Ho؛ زادهٔ ۱۰ مهٔ ۱۹۷۷) خواننده، هنرپیشه، و ترانه‌سرای کانتوپاپ اهل کانادا است.
وی همچنین برندهٔ جوایزی همچون ۱۰۰ زن بی‌بی‌سی شده‌است.